# Lockarps socken
Lockarps socken i Skåne ingick i Oxie härad, uppgick 1967 i Malmö stad och området ingår sedan 1971 i Malmö kommun, från 2016 inom Oxie distrikt.
Socknens areal är 5,22 kvadratkilometer varav 5,21 land. År 1950 fanns här 251 invånare. En del av Malmö inom stadsdelen Oxie med delområdet och kyrkbyn Lockarp med sockenkyrkan Lockarps kyrka ligger i socknen. 

## Administrativ historik
Socknen har medeltida ursprung.
Vid kommunreformen 1862 övergick socknens ansvar för de kyrkliga frågorna till Lockarps församling och för de borgerliga frågorna bildades Lockarps landskommun. Landskommunen uppgick 1952 i Oxie landskommun som uppgick 1967 i Malmö stad som ombildades 1971 till Malmö kommun. Församlingen uppgick 1983 i Oxie församling. 
1 januari 2016 inrättades distriktet Oxie, med samma omfattning som Oxie församling hade 1999/2000 och fick 1983, och vari detta sockenområde ingår.
Socknen har tillhört län, fögderier, tingslag och domsagor enligt vad som beskrivs i artikeln Oxie härad. De indelta soldaterna tillhörde Södra skånska infanteriregementet, Skånska husarregementet och Skånska dragonregementet.

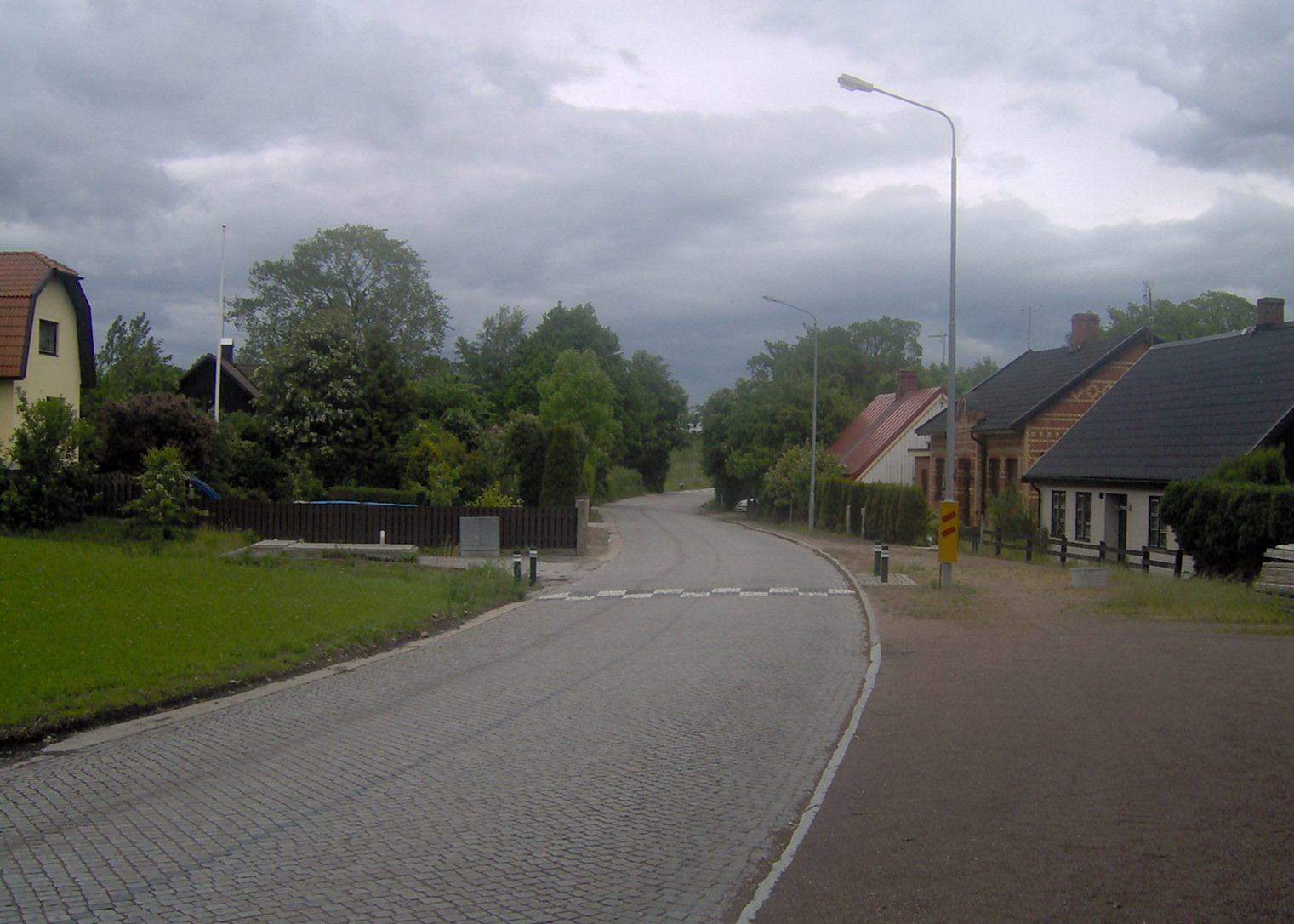
Lockarps by

## Geografi
Lockarps socken ligger i södra Malmö. Socknen är en odlad slättbygd på Söderslätt nu delvis tätbebyggd.

## Fornlämningar
Boplatser från stenåldern är funna. Från bronsåldern finns sju gravhögar och boplatser. Från järnåldern finns boplatser.

## Namnet
Namnet skrevs 1283 Lokkäthorp och kommer från kyrkbyn. Efterleden är torp, 'nybygge'. Förleden innehåller mansnamnet Lokki..